# Дортмунд-Головний
51°31′03″ пн. ш. 7°27′32″ сх. д. / 51.5175° пн. ш. 7.4588888888889° сх. д.
Дортмунд-Головний (нім. Dortmund Hauptbahnhof) — головна залізнична станція в місті Дортмунд, Північний Рейн-Вестфалія, Німеччина. 
Є однією з найважливіших вузлових станцій у залізничному пасажирському сполученні Рурської області та Північного Рейну-Вестфалії.
Щоденний пасажирообіг — 130 000 пасажирів 
. 
За німецькою системою класифікації станція належить до категорії 1, та є однією з 20 найважливіших у Німеччині.

## Історія

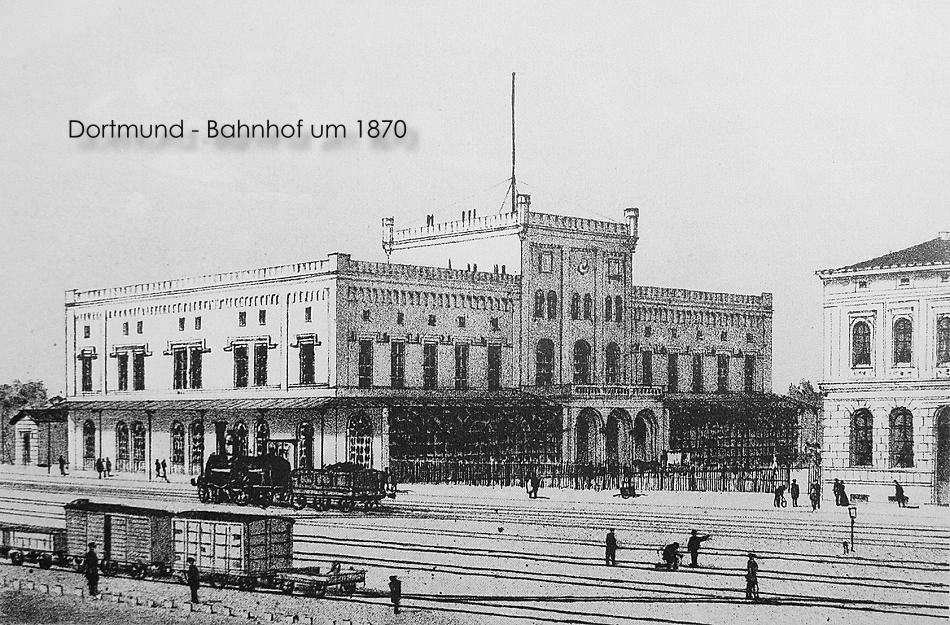
Дортмундський вокзал в 1870

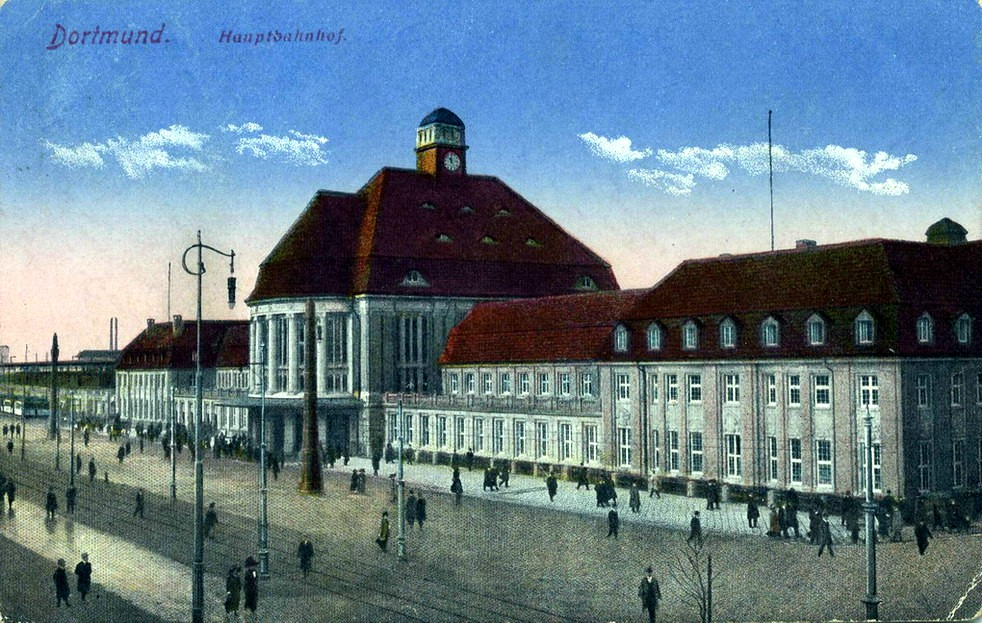
Дортмундський вокзал в 1910

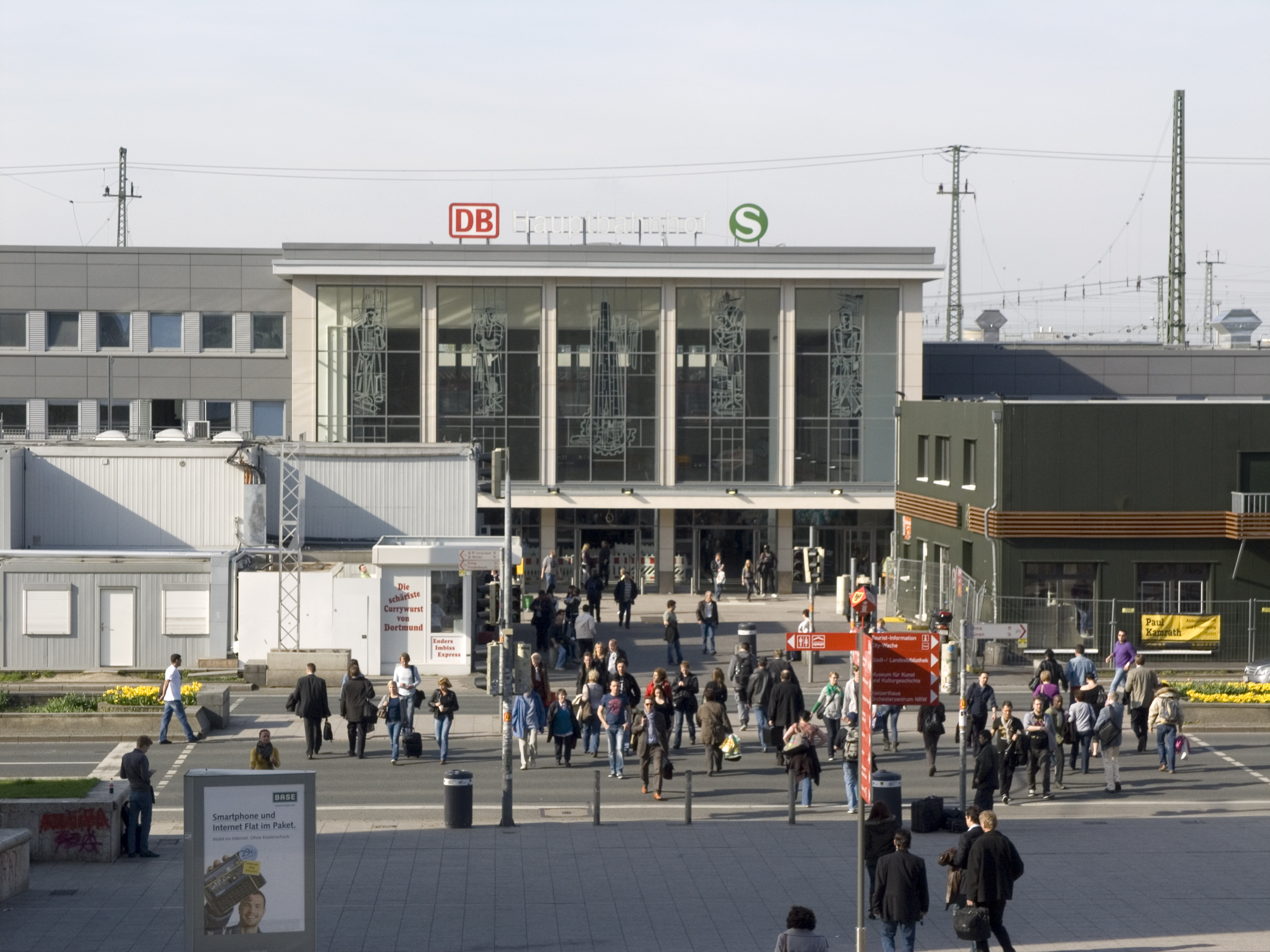
Вітражі центрального павільйону

Залізничне сполучення в Дортмунді було відкрито 15 травня 1847 року. 
У цей день було відкрито станцію залізничної дистанції Кельн — Мінден. 
Будівля вокзалу була масивною замкоподібною будівлею в північній частині старого міста. 
Ця будівля проіснувала понад 60 років.
12 грудня 1910 року було відкрито нову будівлю, яка стала одним із найбільших вокзалів в Німецькій імперії. 
6 жовтня 1944 року під час одного з численних бомбардувань британської авіації під час Другої світової війни вокзал було зруйновано.
Відразу після закінчення війни розпочалося будівництво нового вокзалу на тому самому місці. 
Відкриття відбулося 1952 року. 
Це була непомітна 3-поверхова будівля у сучасному стилі. 
Центральний павільйон вокзалу мав 5 великих вікон із вітражами, що зображують сцени з трудовими мотивами, характерними для Рурського регіону — центральний вітраж зображував стилізоване зображення Дортмунда та його промислових підприємств, а ще 4 зображають сталевара, доменника, броварника та мостобудівника. 
Під час реконструкції вітражі замінили на копії, а оригінали виставлені в Індустріальному музеї в Гаттінгені
.
В 1984 році було прокладено дистанцію Гахеней — Мюнстерштрасе штадтбану зі станцією «Дортмунд-Головний».
Угода про реконструкцію вокзалу була підписана між «Deutsche Bahn AG» та урядом Північного Рейну-Вестфалії 7 жовтня 1998 року. 
Реконструкція вартістю 850 млн марок

мала завершитися у 2002 році. 
Ghjnt, цей проект не було здійснено, оскільки не вдалося знайти інвестора. 
Інвестора було знайдено тільки у 2001 році, ним стала португальська група компаній Sonae Imobilia ria. 
Новий проект був розрахований на 5 років та суму в 1,2 млрд марок 
. 
Проект передбачав створення 36000 м² площ для роздрібної торгівлі та 26500 м² для зони розваг. 
Але і цьому проекту не судилося реалізуватися,  28 лютого 2007 року «Deutsche Bahn AG» офіційно оголосив про те, що інвестор остаточно відмовився підписувати договір.
Реконструкцію дортмундського вокзалу розпочато лише влітку 2009 року. 
Перший її етап, ремонт та оновлення будівлі закінчився 17 червня 2011 року. 
Кошторис першого етапу становив 23 млн євро, з яких 13,3 млн євро було виділено з бюджету Німеччини, 1,4 млн євро з бюджету Північного Рейну-Вестфалії, а також 8,3 млн євро виділив Deutsche Bahn AG 

На другому етапі, який планується завершити до 2024 року, будуть оновлені тунелі станцій і входи на платформи. 

## Сервіс

### Далеке прямування
Дортмунд-Головний обслуговує Thalys, FlixTrain, Deutsche Bahn Intercity-Express та Intercity.
| лінія        | Маршрут | Інтервал            | Оператор       |
| ------------ | --- | ------------------- | -------------- |
| ICE 10       | Берлін-Східний – Ганновер-Головний – Білефельд-Головний – Гамм-Головний – Дортмунд – Ессен-Головний – Дуйсбург-Головний – Дюссельдорф-Головний (– Кельн-Головний або – Кельн — Мессе/Дойц – Аеропорт Кельн/Бонн oодин поїзд з Кельна до Бонн-Головний – Кобленц-Головний) | щогодини            | DB Fernverkehr |
| ICE 14       | Берлін – Стендаль – Ганновер-Головний – Герфорд – Білефельд – Гютерсло-Головний – Гамм – Дортмунд – Бохум-Головний – Ессен – Дуйсбург – Дюссельдорф | Декілька рейсів     | DB Fernverkehr |
| ICE 41       | Дортмунд – Ессен – Дуйсбург – Дюссельдорф – Köln Messe/Deutz – Франкфуртський аеропорт – Франкфурт – Ашаффенбург-Головний – Вюрцбург – Нюрнберг – Мюнхен | Декілька рейсів     | DB Fernverkehr |
| ICE 41       | Мюнхен – Нюрнберг – Вюрцбург – Фульда – Кассель-Вільгельмсхое – Падерборн-Головний – Гамм – Дортмунд – Ессен – Дуйсбург – Дюссельдорф (– Кельн/Кельн Мессе/Дойц – Вісбаден-Головний – Франкфурт) | 1 пара потягів      | DB Fernverkehr |
| ICE 42       | (Гамбург – Мюнстер –) Дортмунд – Ессен – Дуйсбург – Дюссельдорф – Кельн – Зігбург/Бонн – Франкфуртський аеропорт – Мангайм-Головний – Штутгарт-Головний – Ульм-Головний – Аугсбург-Головний – Мюнхен-Пазінг – Мюнхен | Що 2 години         | DB Fernverkehr |
| ICE 43       | Гамбург-Альтона – Гамбург-Головний – Бремен-Головний – Оснабрюк-Головний – Мюнстер – Дортмунд – Бохум – Ессен – Дуйсбург – Дюссельдорф – Кельн – Аеропорт Франкфурт – Мангайм – Карлсруе-Головний – Фрайбург-Головний – Базель SBB | Декілька рейсів     | DB Fernverkehr |
| ICE 47       | Дортмунд – Ессен – Дуйсбург – Дюссельдорф – Кельн/Кельн Мессе/Дойц – (Аеропорт Кельн/Бонн –) Аеропорт Франкфурта – Мангайм – Штутгарт | Декілька рейсів     | DB Fernverkehr |
| ICE 49       | Дортмунд – Гаген – Вупперталь – Золінген – Кельн – Аеропорт Кельн/Бонн – Зігбург/Бонн – Монтабаур – Лімбург-Південний – Аеропорт Франкфурта – Франкфурт | 2 пари потягів      | DB Fernverkehr |
| ICE 91       | Дортмунд – (Бохум – Ессен – Дуйсбург – Дюссельдорф) / (Гаген-Головний – Вупперталь-Головний – Золінген-Головний) – Кельн – Бонн – Кобленц – Майнц – Франкфуртський аеропорт – Франкфурт – Ганау – Вюрцбург – Нюрнберг – Регенсбург-Головний – Платлінг – Пассау-Головний – Вельс-Головний – Лінц-Головний – Санкт-Пельтен-Головний – Відень-Майдлінг – Відень-Головний – Аеропорт Відень | Декілька рейсів     | DB Fernverkehr |
| IC 32        | (Берлін-Зюдкройц – Вольфсбург-Головний – Ганновер – Білефельд – Гамм –) Дортмунд – Ессен – Дуйсбург – Дюссельдорф – Кельн – Бонн – Кобленц – Майнц – Мангейм – Гейдельберг – Штутгарт – Ульм (– Ліндау-Ройтін – Блуденц – Інсбрук-Головний) | Що 4 години         | DB Fernverkehr |
| EC 43        | Гамбург-Альтона – Гамбург – Бремен – Оснабрюк – Мюнстер – Дортмунд – Бохум – Ессен – Дуйсбург – Дюссельдорф – Кельн – Бонн-Головний – Кобленц-Головний – Майнц-Головний – Мангайм-Головний – Карлсруе – Баден-Баден – Фрайбург – Базель – Цюрих-Головний/ Інтерлакен-Східний | 2 пари потягів      | DB Fernverkehr |
| IC 51        | Гера – Єна – Веймар – Ерфурт-Головний – Айзенах – Кассель – Дортмунд – Ессен – Дуйсбург – Дюссельдорф (– Кельн) | 2 пари поїздів      | DB Fernverkehr |
| IC 55        | Дрезден-Головний – Лейпциг-Головний – Галле – Магдебург-Головний – Брауншвейг-Головний – Ганновер – Білефельд – Гамм – Дортмунд – (Ессен – Дуйсбург – Дюссельдорф – bzw. Hagen – Вупперталь – Золінген – ) Кельн (– Бонн – Кобленц – Майнц – Мангейм – Гейдельберг – Штутгарт – Ульм) – Кемптен-Головний – Оберстдорф-Головний)                                                          | 2 пари поїздів      | DB Fernverkehr |
| Thalys 9400  | Дортмунд – Ессен – Дуйсбург – (Аеропорт Дюссельдорфа –) Дюссельдорф – Кельн – Аахен – Льєж-Гіїмен – Брюссель-Південний – Париж-Північний | Individual services | Thalys         |
| FlixTrain 30 | Берлін-Зюдкройц – Берлін-Головний – Берлін-Шпандау – Ганновер-Головний – Білефельд-Головний – Дортмунд – Ессен-Головний – Дуйсбург-Головний – Дюссельдорф-Головний – Кельн-Головний (– Аахен-Головний) | 1-2 пари поїздів    | FlixTrain      |

### Регіональні служби
У місцевих пасажирських перевезеннях станція обслуговує кілька регіональних ліній та лінії S-Bahn (станом на 2020 рік):
| Лінія                                        | Маршрут | Інтервал                                                    |
| -------------------------------------------- | --- | ----------------------------------------------------------- |
| RE 1 NRW-Express                             | Аахен-Головний – Ешвайлер-Головний – Дюрен – Горрем – Кельн-Головний – Дюссельдорф-Головний – Аеропорт Дюссельдорф – Дуйсбург-Головний – Мюльгайм-Головний – Ессен-Головний – Бохум-Головний – Дортмунд – Гамм | 60 хв                                                       |
| RE 3 Рейн-Емшер-Експрес                      | Дюссельдорф – Дуйсбург – Обергаузен-Головний – Ессен-Альтенессен – Гельзенкірхен-Головний – Ванне-Айкель-Головний – Герне – Кастроп-Рауксель – Дортмунд – Камен – Гамм                                         | 60 хв                                                       |
| RE 4 Вуппер-Експрес                          | Аахен – Менхенгладбах-Головний – Дюссельдорф – Вупперталь-Головний – Гаген-Головний – Дортмунд | 60 хв                                                       |
| RE 6 Рейн-Весер-Експрес                      | Мінден – Герфорд – Білефельд-Головний – Гамм – Дортмунд – Ессен – Мюльгайм – Дуйсбург – Аеропорт Дюссельдорфа – Дюссельдорф – Нойс-Головний – Кельн – Аеропорт Кельн/Бонн                                      | 60 хв                                                       |
| RE 11 Рейн-Гелльвег-Експрес                  | Дюссельдорф – Аеропорт Дюссельдорфа – Дуйсбург – Мюльгайм – Ессен – Дортмунд – Гамм – Падерборн-Головний (– Кассель-Вільгельмсхое)                                                                             | 60 хв                                                       |
| RB 32 Залізниця Дуйсбург — Дортмунд          | Дуйсбург – Обергаузен – Ессен-Альтенессен – Гельзенкірхен – Ванне-Айкель – Кастроп-Рауксель-Головний – Дортмунд                                                                                                | 60 хв                                                       |
| RE 34 Дортмунд-Зігерланд-Експресс            | Дортмунд – Віттен-Головний – Ізерлон-Летмате – Фіннентроп – Кройцталь – Зіген-Головний | 120 хв                                                      |
| RB 43 Залізниця Дуйсбург — Рурорт — Дортмунд | Дорстен – Гладбек – Ванне-Айкель – Герне – Дортмунд | 60 хв                                                       |
| RB 50 Der Lüner                              | Мюнстер-Головний – Люнен-Головний – Дортмунд | 60 хв                                                       |
| RB 51 Залізниця Дортмунд — Енсхеде           | Дортмунд – Люнен – Дюльмен – Косфельд – Гронау – Енсхеде | 60 хв                                                       |
| RB 52 Фольметаль-бан                         | Люденшайд – Люденшайд-Брюгге – Шалксмюле – Гаген-Головний – Дортмунд | 60 хв                                                       |
| RB 53 Ардей-бан                              | Дортмунд – Шверте (Рур) – Ізерлон | 30–60 хв                                                    |
| RE 57 Дортмунд-Зауерланд-Експрес             | Дортмунд – Дортмунд-Горде – Френденберг – Арнсберг – Бествіг (гілка 1: – Бігге – Вінтерберг) / (гілка 2: – Брілон-Вальд – Брілон-Штадт )                                                                       | 60 хв (Дортмунд–Бествіг) 120 хв (Бествіг–Вінтерберг/Брілон) |
| RB 59 Гелльвег-бан                           | Дортмунд – Гольцвікеде – Унна – Зост | 20/40 хв (будні) 60 хв (неділя та святкові дні)             |
| S1                                           | Дортмунд (1) – Бохум – Ессен (2) – Мюльгайм – Дуйсбург – Аеропорт Дюссельдорфа – Дюссельдорф (3) – Гільден – Золінген-Головний (4)                                                                             | 15 хв (1–2), 30 хв (2–3), 20 хв (3–4)                       |
| S2                                           | Дортмунд – Кастроп-Рауксель-Головний – Герне (– Ванне-Айкель – Гельзенкірхен – Ессен) / (– Реклінгхаузен) | 30 хв                                                       |
| S5                                           | Дортмунд – Віттен (– Веттер – Гаген) | 30 хв                                                       |

### Штадтбан

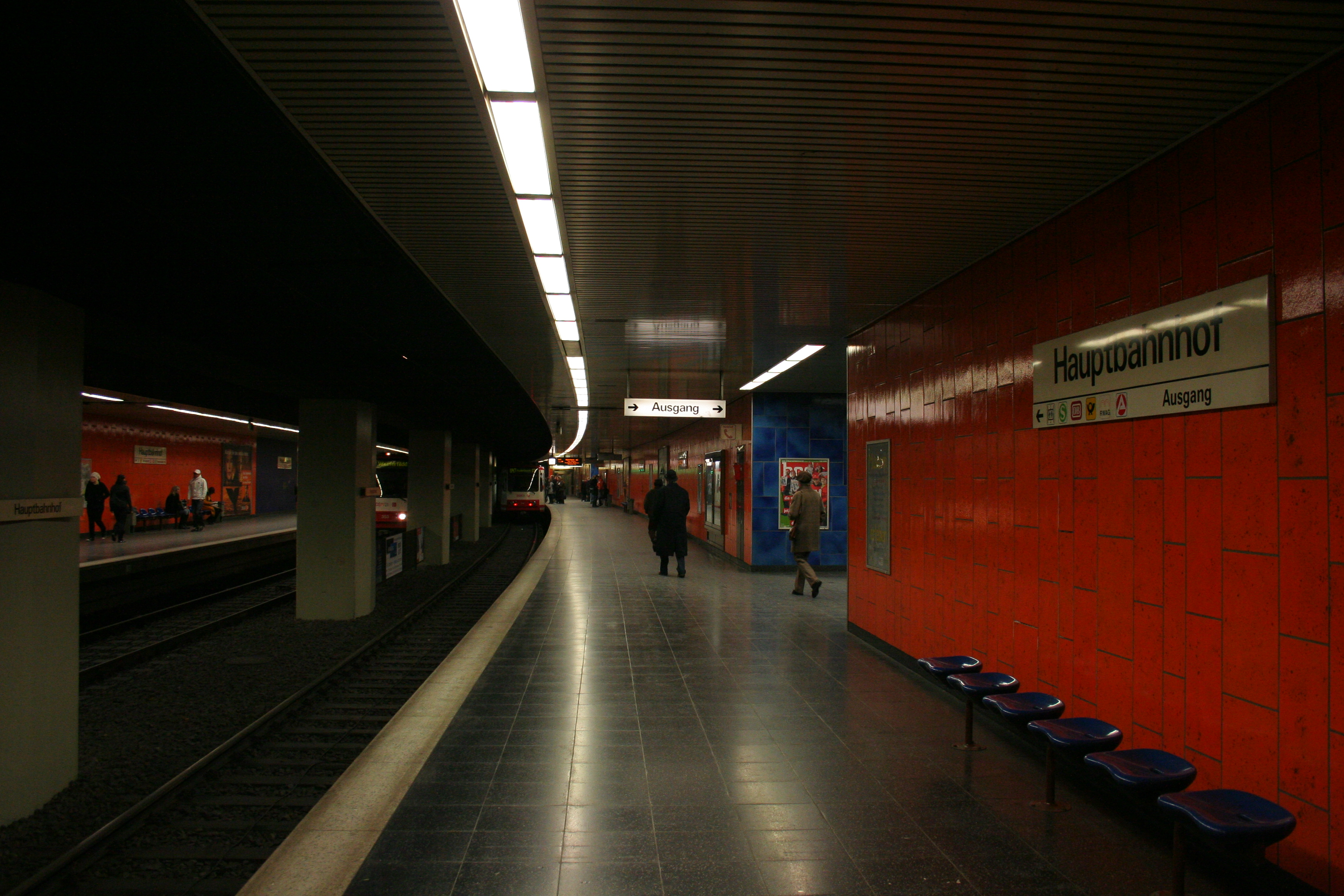
Станція штадтбану «Дортмунд-Головний»

Станція обслуговується лініями U41, U45, U47 і U49 Дортмундського штадтбана.